# Józefa Ledwig
Józefa Ledwig, née le 18 avril 1935, est une joueuse de volley-ball polonaise.

## Carrière
Józefa Ledwig participe aux Jeux olympiques de 1964 à Tokyo et aux Jeux olympiques de 1968 à Mexico. Elle remporte la médaille de bronze avec l'équipe nationale de Pologne lors de ces deux compétitions.